# Berkovich-Gerade
In der Mathematik ist die Berkovich-Gerade eine von Vladimir Berkovich eingeführte Version der affinen Gerade, die vor allem in der p-adischen Geometrie von Nutzen ist.

## Motivation
Wenn man auf der p-adischen Geraden {\displaystyle Q_{p}^{1}} oder allgemeiner auf {\displaystyle Q_{p}}-Mannigfaltigkeiten analytische Funktionen als diejenigen definiert, die sich lokal durch konvergente Potenzreihen darstellen lassen, dann sind alle Funktionen analytisch, denn {\displaystyle Q_{p}} ist total unzusammenhängend. Um einen sinnvollen Begriff von analytischen Funktionen definieren zu können, fügt man Punkte hinzu, die den Raum zusammenhängend machen.

## Definition der Berkovich-Gerade
Sei {\displaystyle K} ein vollständiger Körper.
Die Punkte von {\displaystyle A^{1,Berk}} sind die multiplikativen Halbnormen auf dem Polynomring {\displaystyle K\left[T\right]}, die den absoluten Betrag auf {\displaystyle K} fortsetzen. Die Topologie von {\displaystyle A^{1,Berk}} ist die schwächste Topologie, mit der die Abbildung {\displaystyle |\cdot |\mapsto |f|} für alle Funktionen {\displaystyle f\in K\left[T\right]} stetig wird.

## Beispiele
Für {\displaystyle K=\mathbb {C} } ist {\displaystyle A^{1,Berk}=\mathbb {C} }, denn alle multiplikativen Halbnormen sind durch {\displaystyle f\mapsto |f(z)|} für ein {\displaystyle z\in \mathbb {C} } gegeben.
Für einen algebraisch abgeschlossenen, vollständigen, nicht-archimedischen Körper sind multiplikative Halbnormen entweder von der Form
{\displaystyle f\mapsto |f(x)|}
für ein {\displaystyle x\in K} oder
{\displaystyle f\to \sup _{x\in D_{r}(a)}|f(x)|}
für ein {\displaystyle a\in K,r\in \mathbb {R} }. Hierbei bezeichnet {\displaystyle D_{r}(a)=\left\{x\in K\colon \|x-a\|\leq r\right\}}.

## Berkovichs Klassifikationssatz
Jedes {\displaystyle x\in A^{1,Berk}} entspricht einer absteigenden Folge ineinander geschachtelter abgeschlossener Kugeln {\displaystyle D_{r_{i}}(a_{i})}. Mit {\displaystyle D:=\bigcap _{i}D_{r_{i}}(a_{i})} erhält man die folgende Klassifikation in vier Typen:
- Typ I: {\displaystyle D=D_{0}(a)} für ein {\displaystyle a\in K}
- Typ II: {\displaystyle D=D_{r}(a)} für ein {\displaystyle a\in K,r\in |K^{*}|}
- Typ III: {\displaystyle D=D_{r}(a)} für ein {\displaystyle a\in K,r\not \in |K^{*}|}
- Typ IV: {\displaystyle D=\emptyset }

## Eigenschaften
Die Berkovich-Gerade {\displaystyle A^{1,Berk}} ist ein lokal kompakter Hausdorff-Raum. Die den Punkten in {\displaystyle K} entsprechenden Punkte vom Typ I liegen dicht in {\displaystyle A^{1,Berk}}. Die Berkovich-Gerade ist eindeutig wegzusammenhängend, d. h., je zwei Punkte lassen sich durch einen eindeutigen kürzesten Weg verbinden. Punkte vom Typ II sind Verzweigungspunkte.